# Emorroidi
Le emorroidi (dal greco haîma , "sangue", e rhéó, "scorrere") sono strutture vascolari del canale anale che giocano un importante ruolo nel mantenimento della continenza fecale. Diventano patologiche quando sono gonfie o infiammate, causando una sindrome nota come malattia emorroidaria, alla quale spesso ci si riferisce, nel linguaggio comune e anche nella divulgazione, sempre con il medesimo termine di emorroidi.
Le emorroidi patologiche sono un problema che nella pratica clinica viene facilmente frainteso sia dai medici sia dai pazienti. Questi ultimi tendono a confonderlo facilmente con una varietà di altri problemi della regione anorettale, che vanno dal prurito anale, alle ragadi anali, alle fistole ano-rettali, al cancro del retto, alle cisti pilonidali o alle cisti sebacee ascessualizzate perianali. Non va dimenticato che le emorroidi sono una componente anatomica umana assolutamente normale.
Queste strutture nel loro stato fisiologico agiscono come cuscini composti da strutture artero-venose anastomizzate e da tessuto connettivo con un alto contenuto di fibre elastiche e collagene.
Il trattamento iniziale per la malattia, da lieve a moderata, consiste nell'aumentare l'assunzione di fibre e di liquidi per mantenere l'idratazione. I FANS possono, temporaneamente, essere utilizzati per lenire il dolore, ma così come il riposo trattano unicamente i sintomi, e la successiva scomparsa dei fastidi non deve essere interpretata come guarigione. Un certo numero di interventi minori possono essere eseguiti se i sintomi sono gravi o non migliorano con il trattamento conservativo. In ogni caso, poiché le emorroidi non trattate possono frequentemente peggiorare, è sempre opportuna una precisa diagnosi da effettuarsi mediante esame visivo. La chirurgia è riservata a coloro che non riescono a migliorare seguendo queste misure. Circa metà delle persone possono andare incontro a problemi con le emorroidi a un certo punto della loro vita. La prognosi è generalmente buona.

## Storia

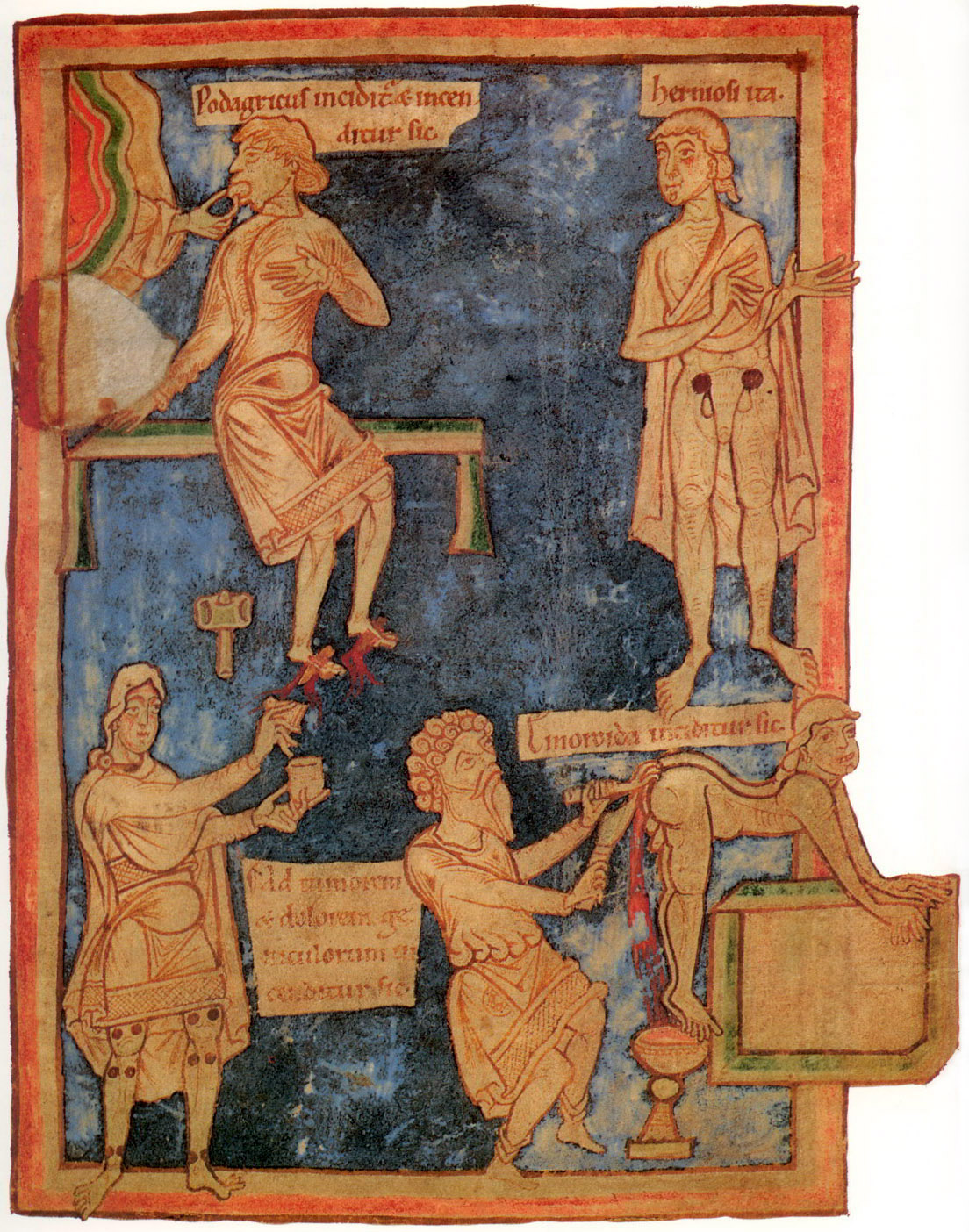
Miniatura inglese dell'XI secolo. Sulla destra un intervento di rimozione di emorroidi.

La prima menzione conosciuta della patologia legata alle emorroidi risale a un papiro egiziano, datato intorno al 1700 a.C., che consiglia: "...Dovevi tu dare una ricetta, un unguento di grande protezione, le foglie di acacia, a terra, triturate e cotte insieme. Stese su una striscia di lino e poste nell'ano, così che si riprenda subito." Nel 460 a.C., il Corpus Hippocraticum discute un trattamento analogo con una più moderna legatura elastica: "Le emorroidi e in modo simile si possono trattare trafiggendole con un ago e legandole con del filo di lana molto spesso e non fomentare fino a quando non scendono e lasciare sempre uno dietro; quando le condizioni del paziente sono migliorate, sia messa una linea di Helleborus." Vi sono descrizioni della malattia emorroidaria anche nella Bibbia.
Aulo Cornelio Celso (25 a.C. - 14 d.C.) descrisse le procedure di legatura e di escissione e ne discusse le possibili complicanze. Galeno sostenne che recidendo la connessione delle arterie alle vene si potesse avere una riduzione del dolore e della diffusione della gangrena. Il Sushruta Samhita, (IV - V secolo), usò parole simili a quelle di Ippocrate, ma sottolineò la necessità di un'adeguata pulizia della ferita. Nel XIII secolo, i chirurghi europei, come Lanfranco da Milano, Guy de Chauliac e Henri de Mondeville, fecero notevoli progressi e svilupparono nuove tecniche chirurgiche. Nel Medioevo si diffuse la credenza di San Fiacrio come protettore dei pazienti affetti da malattia. In particolare si narrava che una pietra del monastero da lui fondato avesse proprietà curative, guarendo dalla malattia i pellegrini che vi sedevano sopra.
Il primo uso della parola "emorroidi" in inglese si ebbe nel 1398. Il termine deriva dall'antico francese "emorroides", dal latino "hæmorrhoida-ae", e a sua volta dal greco "αἱμορροΐς", "flusso di sangue che fluisce ", da "αἷμα" (haima), "sangue" + "ῥόος" (rhoos), flusso, e da "ῥέω" (rheo), "fluire".

## Aspetti di anatomia
Nella regione perianale sono presenti diversi plessi venosi, un intreccio di vasi anastomizzati (uniti tra loro).
Il plesso venoso emorroidale comunica nella donna con il plesso utero-vaginale e nel maschio con il plesso venoso vescicale.
Grazie al plesso venoso emorroidale si viene a stabilire una comunicazione tra il circolo portale e il circolo sistemico.
I plessi localizzati superiormente alla linea pectinea (o linea pettinata) sono ricoperti dall'epitelio colonnare del retto. Queste strutture costituiscono il plesso emorroidario interno e possono dar luogo alle cosiddette emorroidi interne.
Il plesso emorroidario interno è drenato dalle vene rettali superiori e medie. Le vene rettali superiori sono tributarie della vena mesenterica inferiore, a sua volta ramo della vena porta. Le vene rettali medie sono invece tributarie della vena iliaca interna, quindi della vena iliaca comune che aggetta nella vena cava inferiore.
Al di sotto della citata linea pettinata troviamo un plesso venoso ricoperto dall'epitelio squamoso che caratterizza la regione anale e che può dar luogo alle emorroidi esterne.
Il plesso emorroidario esterno è tributario della vena rettale inferiore, ramo della vena pudenda interna, a sua volta tributaria della vena iliaca interna (detta anche vena ipogastrica). Come già visto la vena iliaca interna drena nel sistema della vena cava inferiore per il tramite della vena iliaca comune.
Le emorroidi interne si verificano a carico del plesso emorroidario superiore, mentre il plesso emorroidario inferiore è sede delle emorroidi esterne. La linea pectinea rappresenta un importante punto di repere anatomico che divide le due regioni.

## Fisiopatologia

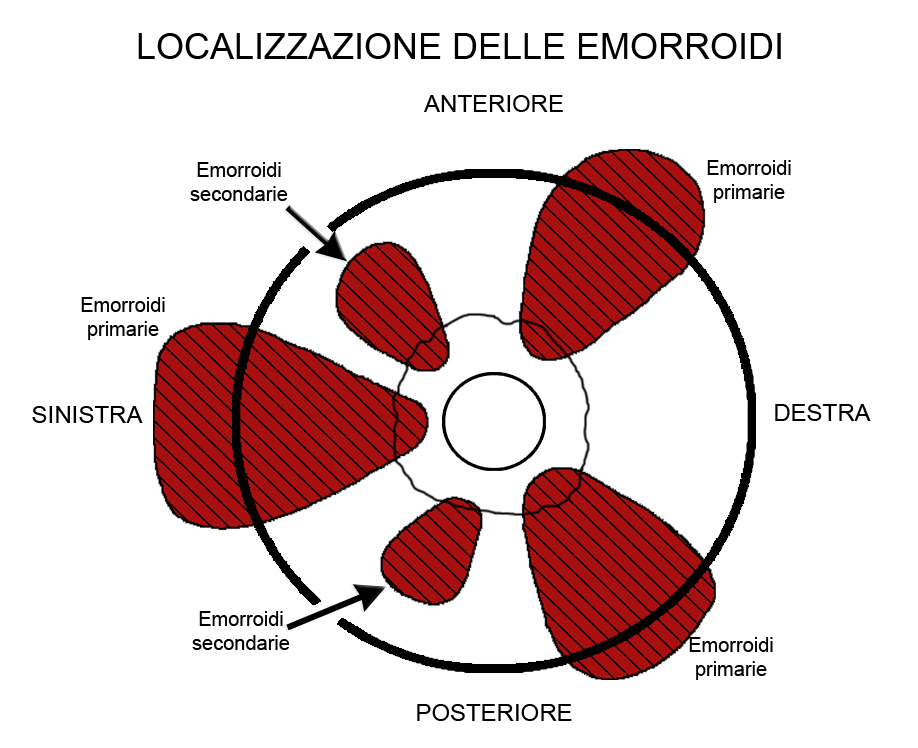
L'immagine mostra la posizione delle tre emorroidi primarie e delle due secondarie interne. Le due interne sono prolassate.

Le emorroidi sono masse e cuscinetti di tessuto fortemente vascolarizzato, localizzate nel canale anale, che fanno parte della normale anatomia umana, ma possono diventare una condizione patologica quando si verificano variazioni anomale. Dal punto di vista anatomico in base ai rapporti con il canale anale si riconoscono tre cuscinetti principali: laterale sinistro, anteriore destro e posteriore destro.
Le emorroidi sono strutture che non possono essere definite né di tipo arterioso, né di tipo venoso. Sono piuttosto vasi sanguigni, più propriamente chiamati sinusoidi, localizzati nel tessuto sottomucoso, cui si associano stroma connettivale e tessuto muscolare liscio a scopo di sostegno, le vene del plesso emorroidario e gli shunt artero-venosi che sono a esse associati. I sinusoidi differiscono dalle vene, in quanto non hanno tessuto muscolare nelle loro pareti. Questo insieme di vasi è conosciuto come plesso emorroidario.
I plessi venosi emorroidari drenano contemporaneamente nel sistema portale grazie alle vene emorroidarie superiori e nel sistema cavale tramite le vene emorroidarie medie e inferiori.
Si vengono così a costituire importanti anastomosi porto-cavali inferiori che, qualora si verifichi una situazione di ipertensione portale, possono svilupparsi in modo abnorme.
Il concetto tradizionale che le emorroidi fossero vene varicose è ormai superato. Thomson nel 1975 le identificò infatti come cuscinetti vascolari dalla posizione relativamente costante (anteriore destro, posteriore destro, laterale sinistro) che con la loro presenza determinano una forma raggiata del canale anale, che appare così stellato e suddivisibile in tre parti.
Le emorroidi giocano un ruolo molto importante nella continenza fecale. Esse, al termine della defecazione, si riempiono rapidamente di sangue e contribuiscono, a riposo, al 15-20% della pressione di chiusura anale. Inoltre agiscono a protezione dei muscoli dello sfintere anale, durante il passaggio delle feci.
Secondo una teoria patogenetica le vene emorroidarie superiori, prive di valvole, vedono aumentare costantemente la pressione al loro interno ogni qualvolta si assume la posizione eretta, e perciò, con il tempo, vengono inevitabilmente a dilatarsi.
Questa visione è suffragata dalla relativa rarità della comparsa di emorroidi nei quadrupedi e dall'alta incidenza del disturbo nelle donne gravide. In gravidanza infatti si viene a determinare un aumento della pressione addominale che secondariamente si riflette in una compressione, quindi in un aumento della pressione, a carico delle vene pelviche. Anche l'aumento della pressione addominale legato allo sforzo della defecazione di feci dure e voluminose comporterebbe, alla lunga, aumento di pressione nelle vene emorroidarie, la loro dilatazione e l'insorgenza della malattia emorroidale. Questo meccanismo non appare però esaustivo, mancando di spiegare per quale motivo in molti casi le emorroidi compaiano all'inizio della gravidanza, quando l'utero non è ancora marcatamente dilatato. Inoltre il sanguinamento dalle emorroidi appare rosso vivo, macroscopicamente simile a quello di tipo arterioso, quando ci si aspetterebbe un sanguinamento più scuro, tipico di una vena congesta. Ciò in qualche modo suggerisce che le emorroidi siano una rete vascolare assai ricca e complessa (per la quale è stato utilizzato anche il termine di "corpo cavernoso del retto") con una vasta possibilità di comunicazioni (shunt) artero-venose, le stesse riscontrate da Thomson nel lavoro del 1975, già segnalate da altri autori.
Si ritiene che quando le strutture di sostegno e supporto cedono, la mucosa del retto prolassi verso il basso, trascinando i cuscinetti vascolari anali. La malattia emorroidaria è la conseguenza di questo spostamento verso il basso dei cuscinetti anali. Ciò può avvenire con il ripetuto passaggio di feci, in particolare in quei soggetti che presentano un'elevata pressione anale a riposo, la quale si associa a un insufficiente rilassamento dello sfintere interno nel corso della defecazione: ciò contribuisce alla congestione e ingorgo dei cuscinetti vascolari emorroidari. Le strutture vascolari perciò crescono eccessivamente di dimensione (iperplasia vascolare), si può verificare una reazione infiammatoria che colpisce la parete del vaso e il tessuto connettivo, che determina verosimilmente una lesione ischemica della mucosa e facilita l'insorgenza di una trombosi vascolare, permettendo così lo spostamento della mucosa e la sporgenza attraverso l'ano: le emorroidi divengono così sintomatiche.
A ulteriore riprova di un ruolo del cedimento delle strutture di sostegno nella patogenesi della malattia emorroidaria recenti studi hanno evidenziato un grave disordine del metabolismo del collagene in questi pazienti, pur rimanendo non ancora chiaro se questo disordine sia correlato a fattori esogeni o endogeni.

## Malattia emorroidale

### Epidemiologia
È difficile determinare quanto le emorroidi sintomatiche siano diffuse nella popolazione, soprattutto perché molte persone colpite non si fanno visitare, preferendo ricorrere all'automedicazione o tacere dei propri disturbi. Tuttavia alcuni studi epidemiologici hanno evidenziato come le emorroidi sintomatiche si presentino in almeno il 50% della popolazione statunitense in qualche momento durante la vita. L'incidenza nei due sessi è approssimativamente uguale. L'insorgenza prima dei 20 anni d'età è del tutto inusuale, mentre tassi di picco si verificano tra i 45 e i 65 anni di età. Dopo i 65 anni si registra invece una lieve flessione. Negli Stati Uniti il disturbo si presenta più comunemente nella razza caucasica piuttosto che nei soggetti afro-americani e nelle persone con un più alto status socioeconomico. Tuttavia questi dati potrebbero essere falsati da una maggiore attenzione al proprio stato di salute di questa sottopopolazione piuttosto che riflettere una maggiore prevalenza.
Studi effettuati nel Regno Unito (interessamento variabile dal 13% al 36%) e Austria (40% circa) hanno sostanzialmente confermato la rilevanza del fenomeno anche in queste popolazioni.
La prognosi a lungo termine è generalmente buona, anche se alcune persone possono accusare ricorrenti episodi sintomatici. Solo una piccola percentuale necessita di un intervento chirurgico.

### Cause
La causa esatta delle emorroidi sintomatiche è sconosciuta. Si ritiene che vi siano un certo numero di fattori che possono favorirne la comparsa, tra cui: mancanza di esercizio fisico, fattori nutrizionali (una dieta povera di fibre), un aumento della pressione intra-addominale (sforzo prolungato, ascite, presenza di una massa intra-addominale o di una gravidanza), la genetica, l'assenza di valvole all'interno delle vene emorroidarie e l'invecchiamento. Altri fattori che si ritiene possano aumentare il rischio sono l'obesità, una prolungata posizione seduta, tosse cronica e disfunzione del pavimento pelvico.
Per anni è stato ritenuto che la stipsi associata alla defecazione di feci dure (con conseguente aumento della forza di taglio sui cuscinetti anali) fosse un fattore importante per lo sviluppo di questo disturbo, ma molte osservazioni anche recenti tendono a limitare la validità di questa relazione. Molti studi non hanno provato in modo incontrovertibile un'associazione significativa tra emorroidi e stipsi, mentre sembra che anche altre alterazioni del ritmo intestinale, come per esempio la diarrea, possano essere un fattore di rischio per lo sviluppo di emorroidi.
In generale le prove dell'esistenza di queste correlazioni sono piuttosto scarse.
Durante la gravidanza, la pressione del feto sul ventre e i cambiamenti ormonali causano l'ingrandimento dei vasi emorroidari. Ciò porta anche a un aumento delle pressioni intra-addominali. Il trattamento chirurgico si rende raramente necessario nelle donne in stato di gravidanza, i sintomi si risolvono solitamente dopo il parto. Un'ulteriore causa possono essere gli sport effettuati in posizione seduta, soprattutto in presenza di vibrazioni o scotimenti, come il ciclismo, il motociclismo e l'equitazione, e altri come il sollevamento pesi in cui vi è una forte pressione endoaddominale.

### Segni e sintomi

Emorroidi esterne

Le emorroidi interne ed esterne possono presentarsi in modo diverso. Tuttavia, molte persone possono avere una combinazione delle due. Un sanguinamento abbastanza significativo da causare anemia è raro, un'emorragia tale da mettere in pericolo di vita è ancora più raro. Molte persone si sentono in imbarazzo riguardo alla condizione e, spesso, cercano cure mediche solo quando la situazione è ormai in uno stadio avanzato.
Se non trombotiche, le emorroidi esterne possono causare un lieve problema. Tuttavia, quando vi è una trombosi, esse possono essere molto dolorose con risoluzione che si ha in genere in più di 2 o 3 giorni. Il gonfiore può richiedere un paio di settimane per scomparire, e dopo la guarigione un'escrescenza di pelle può rimanere. Se sono di grandi dimensioni e provocano problemi con la pulizia anale, possono causare irritazione della pelle circostante e prurito intorno all'ano.
Le emorroidi interne, solitamente, si presentano indolori, di colore rosso vivo e con sanguinamento rettale che si verifica durante i movimenti intestinali: una condizione nota come ematochezia. Le feci, solitamente, si presentano di un colore normale. Altri sintomi possono includere scarico delle mucose, una massa perianale se vi è prolasso attraverso l'ano, prurito e incontinenza fecale. Le emorroidi interne sono solitamente dolorose solo se diventano trombotiche o necrotiche.
I sintomi di emorroidi patologiche dipendono dalla localizzazione. Le emorroidi interne di solito si presentano indolori e con sanguinamento rettale, mentre le emorroidi esterne possono produrre alcuni sintomi e forte dolore se si verifica trombosi e gonfiore nella zona dell'ano. Mentre la causa esatta non è nota, una serie di fattori che aumentano la pressione intra-addominale, in particolare la costipazione, si ritiene rivestano un ruolo nel loro sviluppo.

### Diagnosi
| Grado | Diagramma | Fotografia      |
| ----- | --------- | --------------- |
| 1º    |           | Endoscopic view |
| 2º    |           |                 |
| 3º    |           |                 |
| 4º    |           |                 |

La diagnosi di malattia emorroidaria si formula tipicamente grazie a una visita medica. Un esame visivo dell'ano e della zona circostante può essere in grado di diagnosticare le emorroidi esterne o un prolasso. Un esame rettale può essere effettuato per individuare eventuali tumori del retto, polipi, un'ipertrofia prostatica o la presenza di un ascesso. Questo esame può non essere possibile senza un'adeguata sedazione a causa del dolore, anche se la maggior parte delle emorroidi interne non appaiono dolorose. La conferma visiva delle emorroidi interne può richiedere un anoscopio, uno strumento dotato di un tubo cavo con una luce posta a un'estremità. Vi sono due tipi di emorroidi, interne ed esterne, che si differenziano per via della loro posizione rispetto alla linea pectinea. Alcuni pazienti possono presentare contemporaneamente forme sintomatiche di entrambe. Se il dolore è presente, la condizione più probabile è che vi sia una ragade anale o delle emorroidi esterne piuttosto che emorroidi interne.
Le emorroidi interne sono quelle che hanno origine al di sopra della linea dentata. Sono ricoperte da epitelio colonnare che è privo di recettori del dolore. A partire dal 1985, esse vengono classificate in quattro categorie, differenziate in base al grado di prolasso:
- Grado I: solo interne, no prolasso. Possono sanguinare ma, generalmente, non provocano dolore.
- Grado II: aumento di volume, tendono a prolassare. Si riducono e rientrano spontaneamente.
- Grado III: prolasso spontaneo all'esterno. Richiede riduzione manuale.
- Grado IV: prolasso stabile all'esterno che non può essere ridotto manualmente.

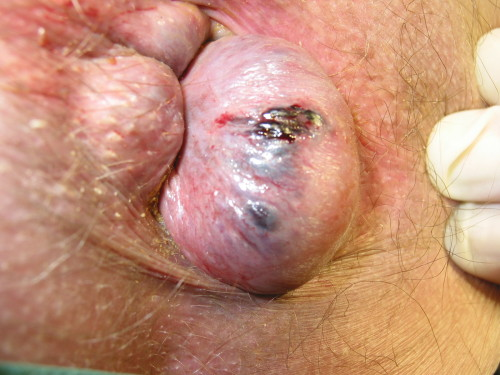
Emorroide esterna trombotica

Le emorroidi esterne sono quelle che si verificano al di sotto della linea dentata. Esse sono coperte prossimalmente da derma dell'ano e distalmente dalla pelle, entrambe le quali, sono sensibili sia al dolore sia alla temperatura.

### Diagnosi differenziale
Molti problemi ano-rettali, tra cui ragadi, fistole, ascessi, cancro del colon-retto, varici rettali e prurito, hanno sintomi simili e possono essere erroneamente scambiati per emorroidi sintomatiche. Il sanguinamento rettale può verificarsi anche a causa della presenza di un cancro del colon-retto, delle coliti tra cui alcune malattie infiammatorie croniche intestinali, della malattia diverticolare e dell'angiodisplasia. Se si riscontra anemia, devono essere considerate altre possibili cause.
Altre condizioni che possono portare alla formazione di una massa anale comprendono: alterazioni della cute, verruche anali, prolasso rettale, polipi e papille anali allargate. Varici anorettali causate da un aumento della pressione del sangue nel sistema venoso portale possono presentarsi simili a emorroidi.

### Complicanze
Se le emorroidi patologiche vengono trascurate e non s'instaura un adeguato trattamento medico, possono dare luogo a conseguenze più gravi fino allo sviluppo di complicanze, come ad esempio la trombosi emorroidaria, l'anemia dovuta alle ripetute emorragie, i processi flebitici e lo sviluppo di ragadi anali. Non esiste un rapporto diretto tra emorroidi sintomatiche e patologia neoplastica.

### Trattamento

#### Trattamento conservativo
Il trattamento conservativo consiste tipicamente nell'aumentare l'assunzione di fibre alimentari e di fluidi per mantenere l'idratazione, di assumere anti-infiammatori non steroidei (FANS) e, in aggiunta, viene consigliato il riposo. L'assunzione maggiore di fibre ha dimostrato di migliorare i risultati e può essere ottenuta con una modifica della dieta o grazie al consumo di integratori alimentari.
Mentre molti agenti topici e supposte sono disponibili per il trattamento delle emorroidi, vi sono poche prove per sostenere il loro uso. Preparati contenenti steroidi non devono essere usati per più di due settimane in quanto possono causare assottigliamento della pelle. La maggior parte degli agenti comprendono una combinazione di principi attivi. Questi possono includere una crema come vaselina oppure ossido di zinco, un analgesico come la lidocaina e un vasocostrittore come l'adrenalina. Possibile anche l'impiego di preparazioni contenenti dobesilato o mesalazina. I flavonoidi sono di discutibile beneficio con potenziali effetti collaterali. In caso di gravidanza i sintomi, solitamente, si risolvono dopo il parto e quindi il trattamento viene ritardato fino a quel momento per determinare se è ancora necessario.
Anche la medicina tradizionale cinese propone il ricorso a una varietà di erbe per il trattamento del sanguinamento emorroidale. Tuttavia una recente "review" comprendente 9 studi effettuati su 1 822 pazienti non ha fornito una sufficiente evidenza dell'efficacia di un simile approccio. Alcune di queste erbe (Radix Sanguisorbae, Radix Rehmanniae, Fructus Sophorae, Radix Angelicae Sinensis, Radix Scutellariae e altre) potrebbero avere una qualche efficacia nell'attenuare alcuni sintomi causati dal disturbo.

#### Procedure ambulatoriali
Un certo numero di procedure ambulatoriali possono essere praticate. Generalmente sono considerate sicure, ma molto raramente possono verificarsi effetti collaterali gravi, come sepsi perianale.
- La legatura elastica è generalmente il trattamento di prima linea raccomandato nei pazienti che presentano un grado tra 1º e 3º della malattia.[51] Si tratta di una procedura in cui vengono applicati elastici sulle emorroidi interne, almeno 1 cm al di sopra della linea pectinea, con lo scopo di interrompere la perfusione sanguigna. Entro 5-7 giorni, le emorroidi cadono. Se la banda è posizionata troppo vicino alla linea pectinea, si ha un forte dolore subito dopo l'applicazione.[3] Il tasso di successo dell'intervento è stimato intorno all'87%[3] mentre le complicanze avvengono nel 3% dei casi.[51]
- La scleroterapia comporta l'iniezione nelle emorroidi di un agente sclerosante, come il fenolo. Ciò comporta che le pareti delle vene collassano e che le emorroidi raggrinziscono. Il tasso di successo, a quattro anni dopo il trattamento, è di circa il 70%.[3]
- La crioterapia selettiva[56] è una metodica ambulatoriale che coniuga la legatura elastica del nodulo emorroidario con la crioterapia. In questo modo, utilizzando un'adeguata apparecchiatura a controllo digitale delle temperature, alla punta dello strumento si induce una necrosi guidata e circoscritta che nell'arco di circa 10 giorni porta alla colliquazione del nodulo trattato e alla guarigione del nodulo stesso, senza il rischio di ledere la parete del retto, provocando cicatrici stenosanti o lesioni al muscolo dello sfintere.
- Alcune tecniche di cauterizzazione hanno dimostrato di essere efficaci per le emorroidi, ma sono generalmente utilizzate solo quando altri metodi falliscono. Questa procedura può essere effettuata utilizzando l'elettrocauterizzazione, la radiazione infrarossa, la chirurgia laser. La cauterizzazione all'infrarosso può essere un'opzione per il grado 1º o 2º della malattia.[51] Nei pazienti con grado 3º o 4º della malattia, i tassi di recidiva sono piuttosto importanti.[51]

#### Trattamento chirurgico

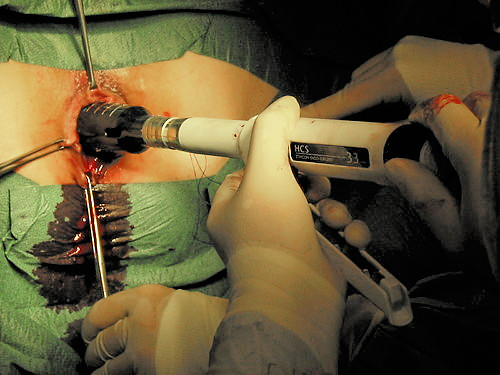
Intervento chirurgico alle emorroidi

Vi sono diverse tecniche chirurgiche che possono essere utilizzate quando la gestione conservativa e le procedure ambulatoriali non sortiscono effetti. Tutte sono associate a un certo grado di complicanze, tra cui: sanguinamento, infezione, stenosi anale e ritenzione urinaria causata dalla vicinanza al retto dei nervi che servono la vescica. Vi può essere anche un leggero rischio di creare incontinenza fecale, con tassi riportati che variano tra lo 0 e il 28%.
- L'emorroidectomia escissionale è l'asportazione chirurgica delle emorroidi, ed è utilizzata principalmente solo nei casi più gravi.[3] È associata a un significativo dolore post-operatorio e solitamente richiede da 2 a 4 settimane per il recupero.[3] Tuttavia, vi è un maggior beneficio a lungo termine rispetto alla legatura elastica nei pazienti con emorroidi di grado 3º.[59] È il trattamento consigliato nei pazienti con emorroidi esterne trombotiche, se effettuato entro 24-72 ore.[48][51]
- Dearterializzazione emorroidaria transanale (metodo THD[60], acronimo derivante dall'inglese transanal hemorrhoidal dearterialization) Doppler guidata: è un trattamento minimamente invasivo che si avvale dell’ausilio di una sonda Doppler per individuare con precisione l'afflusso di sangue arterioso ai cuscinetti emorroidari. I rami terminali delle arterie emorroidarie vengono quindi legati e il tessuto prolassato viene ricollocato nella sua posizione naturale. Studi scientifici dimostrano che il metodo THD Doppler ha la stessa efficacia dell’emorroidectomia tradizionale anche per i gradi più avanzati[61], un tasso di recidive simile[62] e una percentuale di complicanze postoperatorie inferiori rispetto a quest’ultima[62].
- Prolassectomia con emorroidopessi (stapled hemorrhoidopexy), nota anche come emorroidopessi con suturatrice meccanica, è una procedura chirurgica utilizzata in particolare per il trattamento di emorroidi di 2º o 3º grado. L'intervento non comporta la rimozione di tessuto emorroidario, ma piuttosto del tessuto di sostegno lasso, allentato e anormalmente espanso che ha permesso alle emorroidi di prolassare verso il basso. Asportato il tessuto in eccesso i cuscinetti emorroidari e il tessuto rimanente sono tirati indietro fino nella loro corretta posizione all'interno del canale anale. Una suturatrice circolare fissa la posizione. L'intervento è generalmente meno doloroso ed è associato a una guarigione più rapida rispetto alla completa rimozione delle emorroidi.[3] Tuttavia, la possibilità di recidiva di emorroidi sintomatiche è maggiore rispetto ad altri interventi[63] ed è per questo motivo che non è consigliata per il grado 4º della malattia.[51] L'intervento di resezione può essere eseguito per via transanale e non richiede incisioni esterne, pertanto non lascia cicatrici visibili. In caso di emorroidi di grado 3º avanzato o grado 4º è necessario ricorrere alla procedura di Longo, descritta per la prima volta nel 1993 dal chirurgo italiano Antonio Longo e rapidamente adottata in tutta Europa. Evitando l'insulto chirurgico sulla zona perianale sensibile, si ha l'indiscutibile vantaggio di ridurre notevolmente il dolore post operatorio del paziente.[64][65]
- Dearterializzazione emorroidaria Doppler-guidata con laser (tecnica HeLP - Hemorrhoidal Laser Procedure): l'intervento viene eseguito senza alcun tipo di anestesia (solo lieve sedazione) e consiste nella chiusura, attraverso l'utilizzo di un laser a diodi da 980 nm di lunghezza d'onda, delle arteriole che irrorano direttamente il plesso venoso emorroidario, che va quindi incontro a una progressiva riduzione di volume delle vene emorroidarie responsabili della malattia con loro successiva chiusura. La completa obliterazione delle vene emorroidarie avviene in un arco di tempo variabile dai 30 ai 45 giorni. Vengono chiusi tutti e dodici i rami responsabili dell'afflusso ematico alle emorroidi senza rischi per la parete dell'intestino in quanto la loro funzione è solo quella di trasportare il sangue ai plessi venosi emorroidari.[66][67][68]

#### Trattamento post-chirurgico
Gli interventi chirurgici per patologie ano-rettali sono spesso gravati da un'alta incidenza di effetti collaterali e pertanto risulta di fondamentale importanza assicurare ai pazienti operati un adeguato follow-up al fine di prevenire probabili complicanze, quali la mancata riparazione dei tessuti e le sovrainfezioni.
L'utilizzo di una soluzione salsobromoiodica (fertomcidina U) nel post-operatorio proctologico si è dimostrata efficace e sicura nella riduzione del dolore postoperatorio, nella più rapida cicatrizzazione delle ferite chirurgiche e nel miglioramento della qualità della vita dei pazienti.

### Prevenzione
Un certo numero di misure preventive vengono raccomandate, tra cui evitare la stitichezza e diarrea attraverso una dieta ricca di fibre, l'assunzione di molti fluidi e l'esercizio fisico. Inoltre viene consigliato di evitare sforzi nel tentativo di defecare, di diminuire il peso in coloro che sono in sovrappeso e di evitare il sollevamento di carichi pesanti.